# Abowian
Abowian (orm. Աբովյան, do 1961 Elar, orm. Էլար) – miasto w północnej części Armenii (prowincja Kotajk), na przedgórzu Gór Gegamskich, nieopodal stołecznego Erywania; 45 tys. mieszkańców (2015); przemysł obuwniczy, chemiczny; materiałów budowlanych, elektroniczny; fabryka mebli; browar; Instytut Mikrobiologii.

## Historia
W przeszłości wieś o nazwie Elar, zasiedlona już w starożytności. W 1961 otrzymała obecną nazwę na cześć XIX-wiecznego ormiańskiego pisarza Chaczatura Abowiana, w kolejnych latach została rozbudowana, prawa miejskie uzyskała w 1963. W mieście stoi pomnik pisarza.
W mieście znajdują się zabytkowy kościół św. Stefana oraz nowy kościół św. Jana Chrzciciela, uroczyście otwarty w 2013 roku przez katolikosa Karekina II przy obecności ówczesnego prezydenta kraju Serża Sarkisjana.

## Sport
Od 1955 do 2006 w mieście działał klub piłkarski Kotajk Abowian, dwukrotny finalista Pucharu Armenii. Znajduje się tu Stadion Kotajk.

## Urodzeni w Abowianie
- Vanes Martirosyan – amerykański bokser ormiańskiego pochodzenia
- Masis Woskanian – ormiański piłkarz

## Galeria

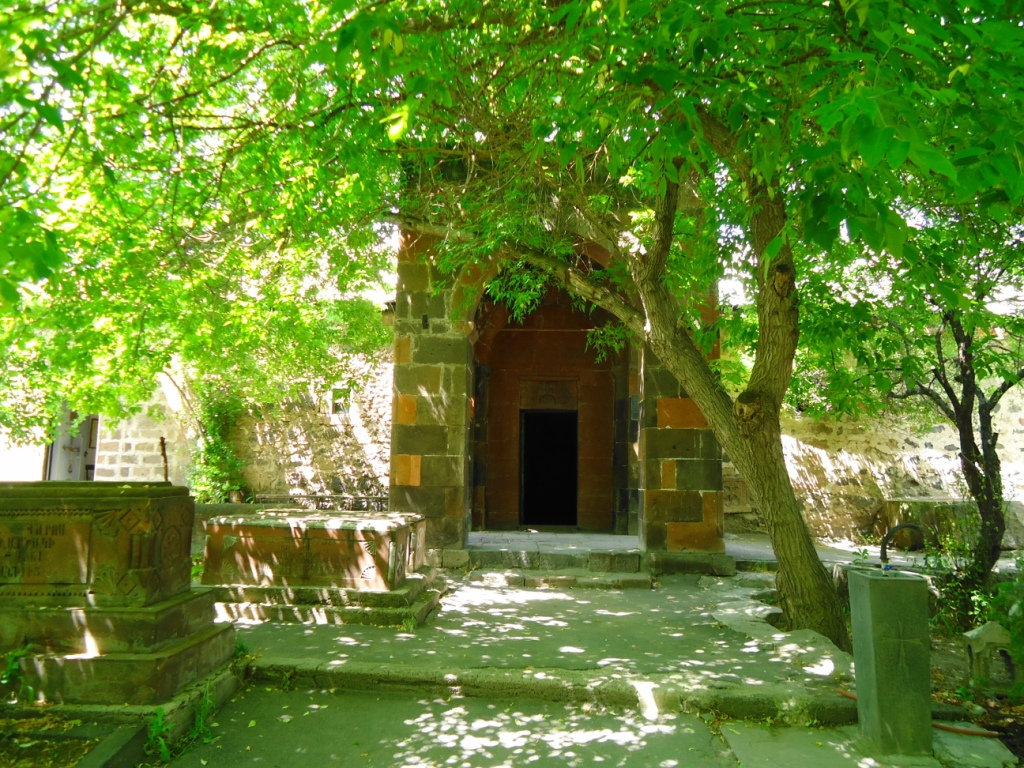
Kościół św. Stefana
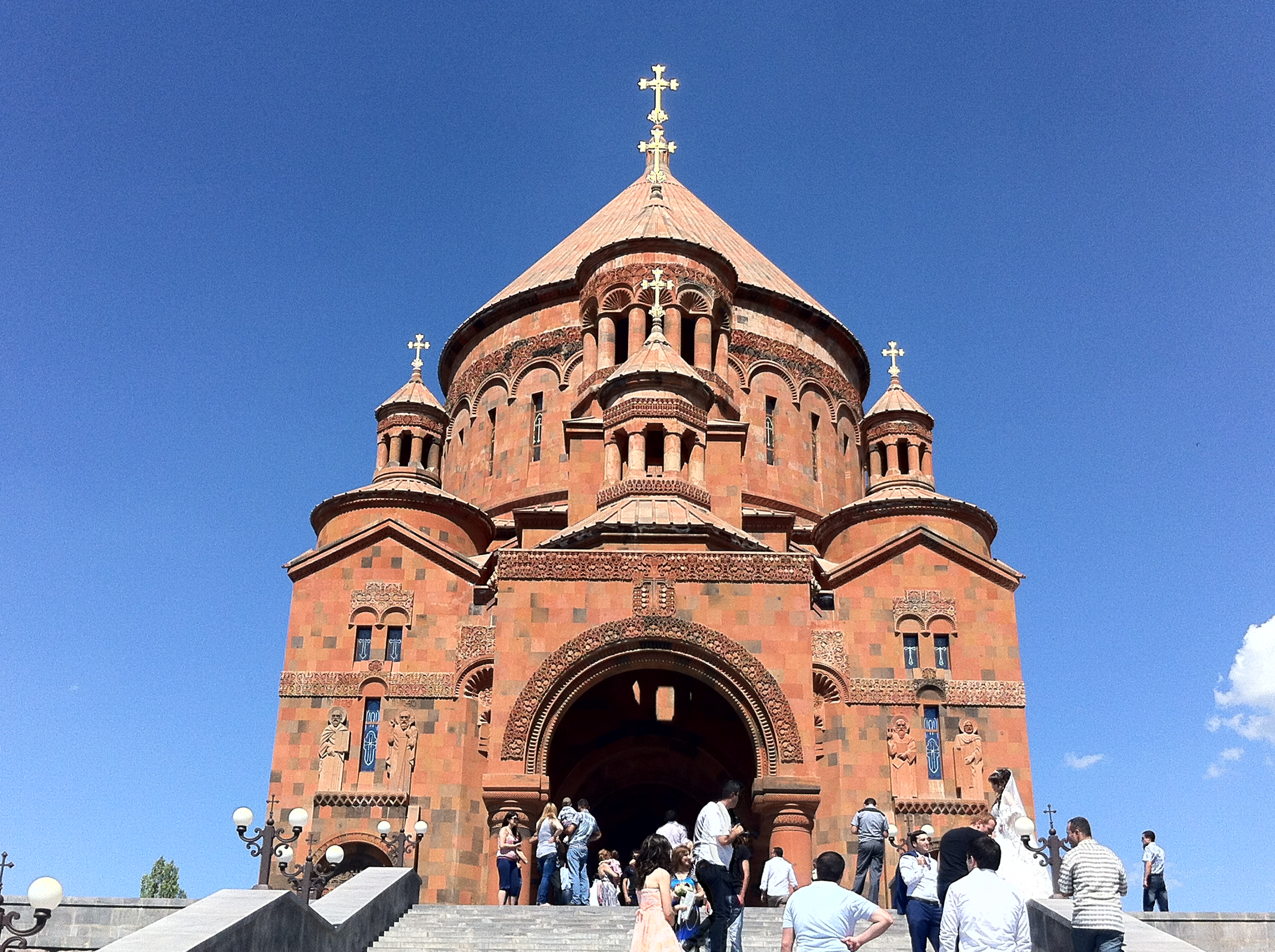
Kościół św. Jana Chrzciciela
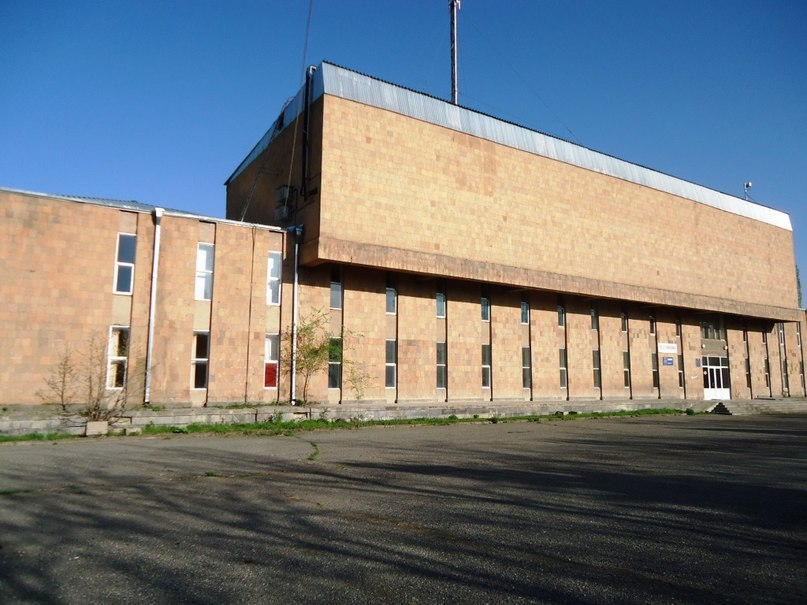
Poczta główna
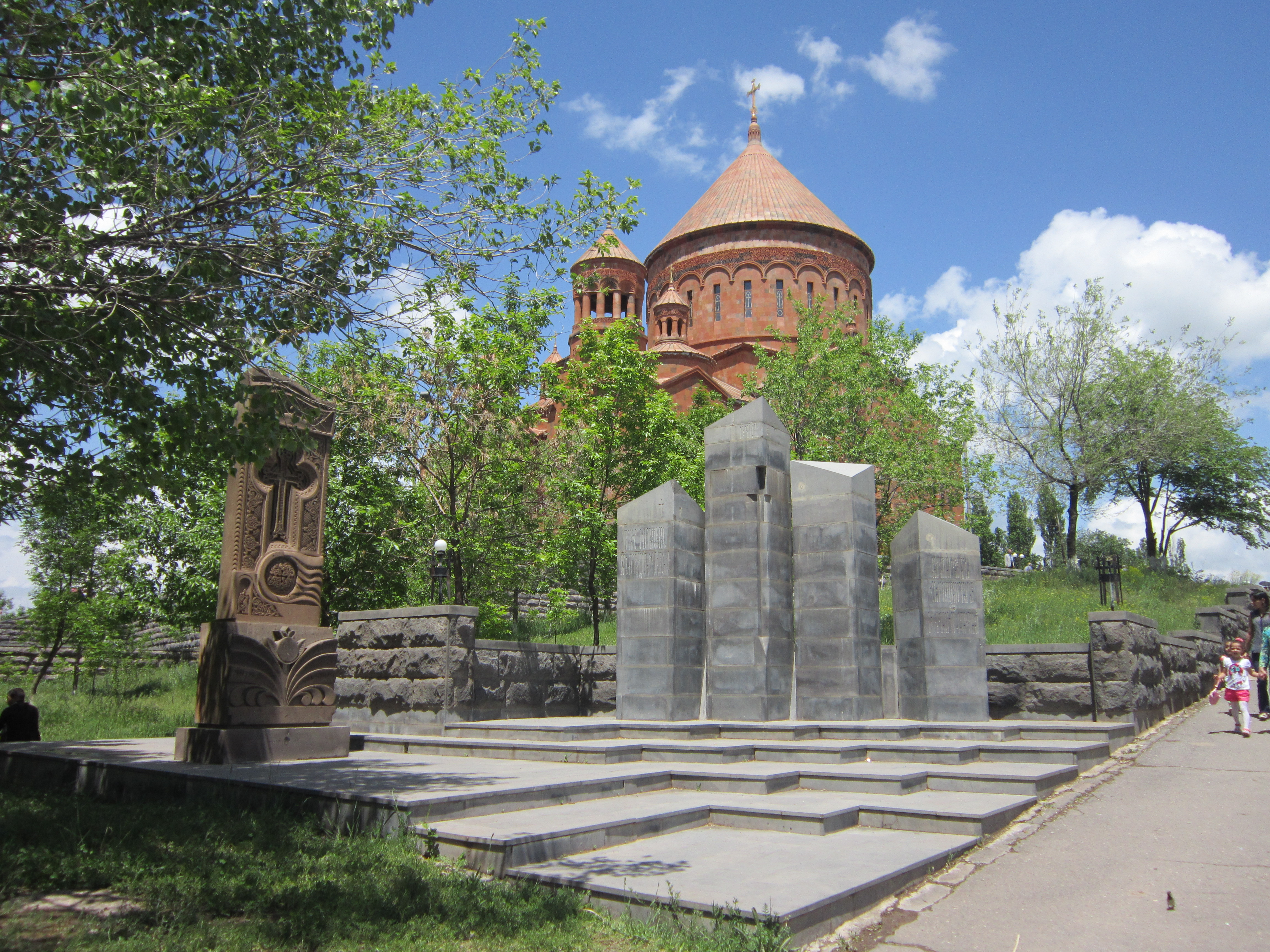
Chaczkar